# Timonius lamii
Timonius lamii är en måreväxtart som beskrevs av Steven P. Darwin. Timonius lamii ingår i släktet Timonius och familjen måreväxter. Inga underarter finns listade i Catalogue of Life.